# Ходкевич, Иероним
Иерони́м Ходке́вич (пол. Hieronim Chodkiewicz, лит. Jeronimas Chodkevičius; 1500—1561) — государственный и военный деятель Великого княжества Литовского. Граф шкловский и быховский, тиун литовский (1542), подчаший литовский (1542—1544), каштелян трокский (1544—1549), староста жемайтский (1545), каштелян виленский (1559—1561), староста ошмянский (1538—1541), радуньский (1542—1545), тельшяйский (1546—1554), вилькийский (1536 или 1550—1561), шкловский (1550—1554).
Основатель быховской линии рода Ходкевичей, прервавшейся в 1626 году.

## Биография
Представитель западнорусского рода Ходкевичей. Старший сын воеводы новогрудского Александра Ивановича Ходкевича (ок. 1475—1549) и Василисы Ярославовны Головчинской. Младшие братья — гетман великий литовский Григорий и каштелян трокский Юрий. Отец Яна и дед Яна Кароля.
В 1555 году великий князь литовский Сигизмунд II Август послал его с дипломатической миссией к папе римскому Павлу IV и императору Фердинанду, который даровал ему и потомкам титул графа Священной Римской империи.
Обладал прекрасными ораторскими способностями (по некоторым данным, титул графа был им получен от императора в знак признания его ораторского таланта).
Дальнейшая карьера Ходкевича была связана с Ливонской войны. В 1578 году Иероним Ходкевич командовал войсками ВКЛ в Ливонии, победив войска царя Ивана IV Грозного в сражении у Вендена.
Владел несколькими языками, но и в повседневной и семейной жизни использовал западнорусский язык, так как был православного вероисповедания.
Около 1530 года, ранее будучи православным, стал приверженцем католицизма, а в 1555 году под влиянием начавшейся в государстве реформации перешел в кальвинизм. 
Сооружённый на средства Иеронима Ходкевича для костёла Св. Франциска Ассизского в Вильнюсе орган, по свидетельствам современников, не имел себе равных в Великом княжестве Литовском.

## Семья
Иероним Ходкевич был женат на Анне Шемет (ум. после 1563), дочери каштеляна жемайтского Мельхиора Шемета и Эльжбеты Глебович. Дети:
- Ян Ходкевич (1537—1579), маршалок великий литовский, староста жемайтский, каштелян виленский
- Барбара Ходкевич, 1-й муж воевода подляшский Николай Кишка, 2-й муж Станислав Чалецкий
- Гальша Ходкевич, жена каштеляна минского князя Щенсного Головчинского (ум. 1610)
- Криштина Ходкевич, жена воеводы витебского Станислава Паца
- Констанция, жена князя Ярослава Головчинского (ум. 1622)
- София, жена дворянина королевского, затем архиепископа полоцкого Глеба Корсака
- Анна, жена подчашего литовского Яна Лесновольского

## Ссылка
- Genealogia dynastyczna. Hieronim Chodkiewicz (пол.)